# Theodor Beaucamp
Theodor Beaucamp (* 9. Juni 1892 in Aachen; † 16. November 1944 in Düren) war während des Dritten Reichs von 1933 bis 1944 Landrat des Landkreises Düren.

## Leben
Beaucamp war ein Sohn des Sanitätsrates und Gynäkologen Eugen Beaucamp (1859–1936) und der Anna geb. Bitter und Enkel des französischen Armeearztes in Laon, Eugène Beaucamp (1815–1858). Seit 1920 war er mit Marietta Dumont (1899–1979), väterlicherseits aus der Verlagsdynastie Dumont stammend und mütterlicherseits eine Enkelin des Kölnisch-Wasser-Produzenten Ferdinand Mülhens (1844–1928), verheiratet.
1910 schloss er das Kaiser-Karls-Gymnasium mit dem Abitur ab und studierte anschließend in Heidelberg, Paris (Sorbonne), Oxford und Bonn. Anschließend absolvierte er von 1914 bis 1918 seinen Kriegsdienst als Kriegsfreiwilliger im Ersten Weltkrieg, aus dem er verwundet und mit dem EK I. versehen herauskam.
Im Jahr 1919 wurde Beaucamp zunächst als Regierungsreferendar in Geilenkirchen und Eupen und ab 1921 als Regierungsassessor bei der Regierung in Köln übernommen. Bereits ein Jahr später wurde er zum Polizeipräsidenten nach Essen versetzt und dem Polizeiamt Oberhausen zugeteilt. Im Jahr 1923 folgten die Versetzung zur Regierung Trier und die Beförderung zum Regierungsrat. Noch im gleichen Jahr wurde er mit der Regierung nach Barmen verlegt, nachdem Franzosen und Belgier die linksrheinischen Gebiete der „Interalliierten Rheinlandkommission“ unterstellt hatten. 1924 wechselte Beaucamp zur Regierung Aachen, bevor er dann von Januar 1929 kommissarisch und ab Mai hauptamtlich bis zum 1. Oktober 1932 als Landrat des Kreises Kirchhain berufen wurde. Nach einer anschließenden kurzen Amtszeit im Ministerium des Innern übernahm Beaucamp im Mai 1933 ebenfalls zunächst kommissarisch und ab dem 1. November 1933 hauptamtlich die Stelle als Landrat des Kreises Düren. Noch während seiner Amtszeit wurde er durch einen Luftangriff getötet.
Politisch gehörte Beaucamp dem Zentrum an und war Mitglied im Club Aachener Casino.